# Греба, Александр Иванович
Алекса́ндр Ива́нович Гре́ба (род. 23 сентября 1980, село Мощёное, Яковлевский район, Белгородская область, РСФСР, СССР) — российский серийный убийца и грабитель, совершивший 5 убийств в 1996 и 2004 годах.

## Биография

### Детство и первое убийство
Александр Греба родился 23 сентября 1980 года в селе Мощёное Яковлевского района Белгородской области. Родители Александра развелись, когда ему ещё не было 2 лет; у его отца Ивана Гребы не выдержали нервы терпеть жену. Мать Валентина Греба пила, вела разгульный образ жизни, воровала из дома, закатывала истерики. После развода с Иваном Гребой она снова вышла замуж, но второй муж Василий Кулинич тоже вскоре её бросил, несмотря на рождение трёх дочерей. После этого она часто срывала злость на детях, особенно на Александре. Семья с трудом сводила концы с концами, поэтому с 10 лет Александр начал воровать. Греба посещал среднюю школу № 2 в посëлке Красная Яруга, где характеризовался замкнутым. Он безответственно относился к учебному процессу, несмотря на свою любовь к литературе и чтению, а в седьмом классе и вовсе бросил обучение в школе. После этого Греба, и до этого имевший склонность к бродяжничеству, сбежал из дома в лес и стал постоянно проживать там. 
В 16 лет Александр Греба совершил первое убийство. В тот день начинались холода, и ему пришлось покинуть лес. Он забрался в чужой курятник, и когда туда вошла пожилая хозяйка, убил её, так как она была сильно похожа на его мать. Греба был арестован на месте преступления и приговорён к 8 годам и 10 месяцам лишения свободы.

### Освобождение и серия убийств
В апреле 2004 года Греба вышел на свободу условно-досрочно. Выйдя из колонии, он обосновался у своей тёти Татьяны Бредихиной и через 2 месяца после освобождения совершил новое убийство. 25 июня 2004 года Греба решил переночевать в сарае у пенсионера Ивана Мартыненко и залез туда. Когда Мартыненко вошёл в сарай и увидел Гребу, тот убил его и после этого сбежал в лес.
Уже через 3 дня (28 июня) Греба похожим образом убил пенсионерку Марию Саенко. Также он съел еду, которую нашёл у неё дома, взял её вещи, которые были довольно дешёвыми, и ушёл в лес. По следам убийцы направились оперативники с собаками и вскоре они нашли шалаш Гребы; сам Греба в это время наблюдал за ними из-за деревьев.
5 июля того же года Гребу совершенно случайно по фотороботу опознал участковый, который занимался его первым убийством, совершённым в 1996 году. В этот же день Греба совершил двойное убийство; жертвами стали пенсионерки Нина Самозвон и Мария Кононова, к которым убийца попросился на ночлег. Незадолго до убийства он пришёл в местный православный храм и попросил батюшку (отца Николая) дать ему поработать, но у батюшки создалось неприятное впечатление о парне, и он в мягкой форме отказал.

### Арест, следствие и суд
6 июля 2004 года дочь пенсионерки из одной деревни вошла в свой дом и увидела, что на чердаке спит посторонний мужчина. Это был Греба. Он проснулся и бросился на неё, но девушка сбежала и заперла дверь в дом. Она вызвала милицию, и вскоре Греба был арестован. Следствие было недолгим: Греба сразу же признался во всех совершённых преступлениях и активно сотрудничал со следствием. Суд приговорил его к пожизненному лишению свободы в исправительной колонии особого режима. Изначально отбывал наказание в исправительной колонии № 2, известной как «Белый лебедь», позднее перевели в исправительную колонию № 18 «Полярная сова». Греба пытался обжаловать приговор, но поняв, что это не получится, в заключении он ушёл в религию.

## В массовой культуре
- Документальный фильм «Что скрывает лес» из цикла «Детективные истории» (2008)
- Документальный фильм «Леший» из цикла «Криминальные хроники» (2009)
- Стал прототипом маньяка Андрея Пасюка («Леший») во втором сезоне телесериала «Метод», роль исполнил актёр Роман Маякин (2020)